# 주부 국제공항
주부 국제공항(일본어: 中部国際空港 주부 고쿠사이쿠코[*], 영어: Chubu Centrair International Airport, IATA: NGO, ICAO: RJGG)은 2005년 2월 17일 일본 아이치현 도코나메시 앞 이세만의 인공섬에 개장한 국제공항으로 흔히 센트레아 나고야 주부 국제공항으로도 불리며 기존 나고야 비행장을 대체할 목적으로 건설된 뒤 IATA 부호와 ICAO 부호 모두 나고야 비행장의 것을 이어받았으며 나고야 등을 비롯한 일본 주부 지방의 대표 관문 공항이다.

## 역사
나고야 중심부에서 남쪽으로 약 35km, 지타 반도의 아이치현 도코나메시의 앞바다 약 1.5km의 이세만 해상의 인공 섬에 위치하고 24시간 운용이 가능한 길이 3,500m의 활주로를 가진, 간사이 국제공항에 이어 일본 국내 제2의 해상 공항으로 2005년 2월 17일에 개항했다. 나리타 국제공항, 간사이 국제공항과 함께 국제 항공 노선에 필요한 국제 거점 공항으로 그 항공 수요를 담당할 것을 나라의 항공 정책 평가된다.
국제 항공 운송 협회(IATA)보다 혼잡 공항으로서 국내의 간사이 국제공항, 신치토세 공항과 함께 수준 2의 지정을 받고 있다. IATA공항 코드는 NGO에서 개항 전에 나고야 공항(코마키)에서 사용되던 것을 계승하고 있다.
항공 업계의 평가 회사인 스카이트랙스의 공항 종합 평가 조사에서 공항 시설, 공항 직원 등에 의한 서비스 제공 수준이 세계 최고 수준인 "5스타 포트"(THE WORLD'S 5-STAR AIRPORTS)으로 인정 받고 있다("5스타 포트"인정 공항은 이 공항을 포함 세계에 7공항). 또 2019년 3월 스카이트 랙스는 세계의 공항의 등급을 매기고"더·월즈·베스트·에어 포트·오브·2019"에서 2018년 제7위에서 순위를 올리고 홍콩 국제 공항에 이어 제6위로 선출하고"세계 제일의 지방 공항"으로도 선출했다.
건조물의 평가에서는 "주부 국제공항 여객 터미널 빌딩"이 그 유니버설 디자인의 실천 등이 평가된 2005년 굿 디자인 어워드(건축·환경 디자인 부문-건축 디자인)수상 작품이다.
애칭인 "센트레아(Centrair)" 은 영어로 중부 지방을 뜻하는 central와 공항을 뜻하는 airport를 조합한 조어로 일반 공모 중 선정됐다. 상표로 등록되고 있으며(상표 등록 번호: 제4566713호 외), 공항 섬의 주소 표기(동명)공항 내의 시설 명칭 등에 부가되어 있다. 또 비행장 이름 표지에 필요한 공항의 영어 명칭에도 사용되면서 항공 교통 관제의 해당 공항의 무선 교신의 호출 명칭에도 "센트레아 타워""센트 레아 접근"처럼 사용되며 호출 명칭에 공항 설치 이전의 지명이 아닌 명칭을 사용하는 국내 유일의 사례로 약칭으로 중부 공항, 중부로 일컬어지는 것도 있으며, 시간표나 발착 안내에서 도시 이름과 병기할 때는 나고야 공항(코마)와 명확히 구별하기 위해"나고야(중부)"등으로 기술된다.

## 연혁
- 1985년 : 주부 국제공항의 건설을 위한 조사가 개시
- 1989년 : 공항 후보지로 이세 만 동부 지역이 결정
- 1997년 : 정부 예산에 주부국제공항 사업비가 포함 편성됨
- 1998년 5월 1일 : 주부국제공항 주식회사 설립
- 2000년 8월 1일 : 공항섬 본격적 착공
- 2000년 8월 19일 : 주부국제공항 기공식
- 2001년 : 공항섬 매립 공사 착공
- 2002년 1월 6일 : 터미널 빌딩 착공
- 2004년 6월 24일 : 국토교통성 항공국의 항공기가 비행장 검사를 위해 첫 착륙
- 2004년 10월 5일 : 터미널 빌딩 준공
- 2005년 1월 29일 : 나고야 철도 공항선 개통
- 2005년 2월 12일 : 훈련을 위해 전일본공수 항공기가 여객기로서 첫 착륙
- 2005년 2월 14일 : 뮌헨 국제공항과 자매 결연
- 2005년 2월 17일 : 정식 개항
- 2005년 2월 22일 : 노스웨스트 항공72편 타이어 파열로 개항 후 첫 활주로 폐쇄
- 2005년 7월 3일 : 유압 계통의 문제로 인해서 콘티넨탈 미크로네시아 975편이 개항 후 첫 긴급 착륙
- 2006년 5월 25일 : 개항 후, 첫 결산으로 흑자 달성
- 2019년 9월 20일: 제2터미널 개항

## 운항 노선

### 국제선
| 항공사               | 목적지                             |
| -------------------- | ---------------------------------- |
| 일본항공             | 타이베이(타오위안), 톈진, 호놀룰루 |
| 스타플라이어         | 타이베이(타오위안)                 |
| 젯스타 재팬          | 마닐라                             |
| 피치 항공            | 서울(김포), 타이베이(타오위안)     |
| 대한항공             | 서울(인천), 부산 전세편: 무안      |
| 아시아나항공         | 서울(인천)                         |
| 에어로케이           | 청주                               |
| 에어부산             | 서울(인천), 부산                   |
| 제주항공             | 서울(인천)                         |
| 진에어               | 서울(인천)                         |
| 티웨이항공           | 서울(인천), 제주                   |
| 중국국제항공         | 베이징(수도), 상하이(푸둥)         |
| 중국남방항공         | 광저우, 다롄, 상하이(푸둥), 선양   |
| 중국동방항공         | 란저우, 상하이(푸둥), 시안, 옌타이 |
| 상하이 항공          | 상하이(푸둥)                       |
| 상하이 항공          | 선전                               |
| 준야오 항공          | 베이징(다싱), 난징, 상하이(푸둥)   |
| 춘추항공             | 다롄, 상하이(푸둥)                 |
| 톈진 항공            | 톈진                               |
| 캐세이퍼시픽 항공    | 홍콩(첵랍콕), 타이베이(타오위안)   |
| 홍콩 익스프레스 항공 | 홍콩(첵랍콕)                       |
| 중화항공             | 타이베이(타오위안)                 |
| 스타룩스 항공        | 타이베이(타오위안)                 |
| 타이거 항공 타이완   | 타이베이(타오위안), 가오슝, 타이중 |
| 바틱 에어 말레이시아 | 쿠알라룸푸르, 가오슝               |
| 베트남 항공          | 하노이, 호치민                     |
| 비엣제트 항공        | 하노이 전세편: 다낭                |
| 싱가포르 항공        | 싱가포르                           |
| 타이 항공            | 방콕(수완나품)                     |
| 타이 에어아시아 X    | 방콕(돈므앙)                       |
| 필리핀 항공          | 마닐라, 세부                       |
| 세부 퍼시픽 항공     | 마닐라                             |
| 핀에어               | 계절편: 헬싱키                     |
| 유나이티드 항공      | 괌                                 |

### 국내선
| 항공사               | 목적지 |
| -------------------- | --- |
| 일본항공             | 도쿄(하네다), 도쿄(나리타), 삿포로 계절편: 오비히로                                                                             |
| 일본 트랜스오션 항공 | 오키나와 계절편: 미야코, 이시가키                                                                                               |
| 전일본공수           | 도쿄(하네다), 도쿄(나리타), 미야코, 이시가키, 후쿠오카 계절편: 아사히카와                                                       |
| ANA 윙스             | 도쿄(하네다), 도쿄(나리타), 구마모토, 나가사키, 마쓰야마, 미야자키, 삿포로, 센다이, 아키타, 오키나와, 후쿠오카 계절편: 하코다테 |
| 솔라시드 항공        | 가고시마, 미야자키, 오키나와 |
| 스카이마크 항공      | 가고시마, 삿포로, 오키나와 |
| 스타플라이어         | 후쿠오카 |
| 아이벡스 항공        | 가고시마, 센다이, 오이타, 후쿠오카                                                                                              |
| 오리엔탈 에어 브릿지 | 가고시마, 센다이, 오이타, 후쿠오카                                                                                              |
| 젯스타 재팬          | 가고시마, 삿포로, 오키나와, 후쿠오카                                                                                            |
| 토키 에어            | 니가타 |
| 피치 항공            | 삿포로, 센다이, 오키나와 |
| 후지드림항공         | 고치, 이즈모 |
| AIRDO                | 삿포로, 하코다테 |

### 화물 노선
| 항공사                 | 도착지                                         |
| ---------------------- | ---------------------------------------------- |
| 아시아나 카고          | 서울(인천)                                     |
| ANA 카고               | 오키나와, 홍콩(첵랍콕)                         |
| JAL 카고               | 서울(인천)                                     |
| 일본화물항공           | 도쿄(나리타), 밀라노(말펜사)                   |
| 에어홍콩               | 홍콩(첵랍콕)                                   |
| 트랜스마일 에어 서비스 | 쿠알라룸푸르                                   |
| DHL 항공               | 홍콩(첵랍콕)                                   |
| 아틀라스 항공          | 신시내티(노던켄터키)                           |
| 칼리타 에어            | 뉴어크, 시카고(오헤어), 앵커리지, 홍콩(첵랍콕) |

## 교통

### 철도

#### 나고야 철도
- 나고야 철도 공항선
  - 특급(뮤스카이)
    - 나고야철도 2000계 전동차가 사용되며 전차량 특별차량으로 특별차량 요금 360엔을 운임에 더해야 한다. 도코나메 선과 나고야 본선 등에서 운행하며 메이테쓰나고야 발착 열차는 모두 뮤스카이이다. 일부 신우누마 행 열차와 메이테쓰기후 발착 열차가 뮤스카이로 운전된다. 이누야마에서 일부 열차가 신카니로 직통하기도 한다.

정차역(메이테쓰나고야 착발)
주부코쿠사이쿠코(주부국제공항) - 도코나메 - 진구마에 - 가나야마 - 메이테쓰나고야(메이테츠 나고야)
정차역(메이테쓰기후 착발)
주부고쿠사이쿠코 - 도코나메 - 진구마에 - 가나야마 - 메이테쓰나고야 - 고노미야 - 메이테쓰이치노미야 - 메이테쓰기후
정차역(신우누마 착발)
주부고쿠사이쿠코 - 도코나메 - 진구마에 - 가나야마 - 메이테쓰나고야 - 이와쿠라 - 고난 - 이누야마 - 이누야마유엔 - 신우누마
- - 특급
    - 나고야 철도 2200계 전동차가 사용되며 1호차와 2호차가 특별차이고 3호차부터 6호차까지는 일반차량이다. 뮤스카이보다 정차역이 많으며 거의 모든 열차가 메이테쓰기후 행으로 운전되나 일부 신우누마 행 열차도 있다. 일반차량에 탑승할 경우 승차권만으로 탑승할 수 있기 때문에 공항 이용객뿐만 아니라 도코나메 선과 나고야 본선 연선에서도 이용객이 많다. 특별차량에 탑승할 경우 똑같이 360엔의 특별차량 요금을 지불해야 한다.

정차역
주부코쿠사이쿠코 - 도코나메 - 신마이코 - 아사쿠라 - 오와리요코스카 - 오타가와 - 진구마에 - 가나야마 - 메이테쓰나고야 - (스카구치) - 고노미야 - 메이테쓰이치노미야 - 신키소가와 - 가사마쓰 - 메이테쓰기후
- 괄호 안은 일부 열차만 정차하는 역이다.
- 신우누마 행 열차의 정차역은 신우누마 행 뮤스카이의 메이테쓰나고야 - 신우누마 구간의 정차역과 같다.

#### JR 도카이
- 나고야역 환승 시
  - 도카이도 신칸센 : 규슈 신칸센, 산요 신칸센, 조에쓰 신칸센, 도호쿠 신칸센
  - 도카이도 본선 : 산노미야역, 오사카역, 교토역, 마이바라역, 미카와안조 역

### 도로
이 일대의 도로에 종단하고 있는 아이치현도 제522호선이 이 공항에 접근한다.

### 택시
나고야의 택시는 운행 지구별로 색깔이 다르기 때문에, 이용자는 목적지에 해당하는 택시 승강장에서 승차하면 된다. 주부국제공항에서는 종류에 관계없이 모든 택시가 갈 수 있다.

### 배
센트레아 까지는 쓰에서 고속선이 운항되고 있다. 선착장에서 여객터미널 빌딩까지는 연락통로로 연결되어 있으며, 도바에서 공항 건너편 린쿠초까지 페리도 운항되고 있다.

## 통계
| 취항지        | 여객    | 순위 |
| ------------- | ------- | ---- |
| 신치토세 공항 | 126만명 | 17위 |
| 후쿠오카 공항 | 115만명 | 21위 |
| 나하 공항     | 110만명 | 23위 |